# Zarządzanie jakością
Zarządzanie jakością (QM, z ang. quality management) – zarządzanie poprzez system zarządzania jakością obejmujące następujące etapy:
- kontrola jakości
- sterowanie jakością
- zapewnianie jakości
- zarządzanie przez jakość.

Według W. A. Shewharta: im wyższa jakość, tym niższy koszt.